# Parobisium magnum
Espèce
Synonymes
- Neobisium magnum Chamberlin, 1930
- Neobisium ohuyeanum Morikawa, 1952
- Neobisium magnum chejuense Morikawa, 1970

Parobisium magnum est une espèce de pseudoscorpions de la famille des Neobisiidae.

## Distribution
Cette espèce se rencontre au Japon et en Corée du Sud.

## Liste des sous-espèces
Selon Pseudoscorpions of the World (version 3.0) :
- Parobisium magnum chejuense (Morikawa, 1970) de Corée du Sud
- Parobisium magnum magnum (Chamberlin, 1930) du Japon
- Parobisium magnum ohuyeanum (Morikawa, 1952)

## Systématique et taxinomie
Cette espèce a été décrite sous le protonyme Neobisium magnum par Chamberlin en 1930. Elle est placée dans le genre Parobisium par Harvey en 1991.

## Publications originales
- Chamberlin, 1930 : A synoptic classification of the false scorpions or chela-spinners, with a report on a cosmopolitan collection of the same. Part II. The Diplosphyronida (Arachnida-Chelonethida). Annals and Magazine of Natural History, sér. 10, vol. 5, p. 1-48 & 585-620.
- Morikawa, 1952 : Notes on the Japanese Pseudoscorpiones (I). Memoirs of Ehime University, Sect. II, sér. B, vol. 1, p. 249-258.
- Morikawa, 1970 : Results of the speleological survey in South Korea 1966. XX. New pseudoscorpions from South Korea. Bulletin of the National Science Museum of Tokyo, vol. 13, p. 141-148.